# Andebol
Andebol (português europeu) ou handebol (português brasileiro) (do inglês handball) é uma modalidade desportiva criada pelo alemão Karl Schelenz, em 1919 — embora se baseasse em outros desportos praticados desde fins do século XIX, na Europa setentrional e no Uruguai. O jogo inicialmente era praticado na relva em um campo similar ao do futebol com dimensões entre 90 m a 110 m de comprimento e entre 55 m a 65 m de largura, a área de baliza (gol em português do Brasil) com raio de 13 m, a baliza com 7,32 m de largura por 2,44 m de altura (a mesma usada no futebol), e era disputado por duas equipas de onze jogadores cada, sendo a bola semelhante à usada na versão de sete jogadores. Hoje em dia a maioria dos jogadores pratica apenas o andebol de sete.

## História

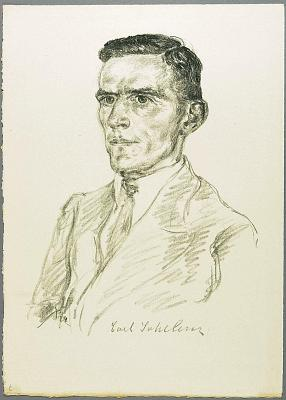
Karl Schelenz, o pai do andebol.

Atribui-se a invenção do andebol ao professor Karl Schelenz, da Escola Normal de Educação Física de Berlim, durante a Primeira Guerra Mundial. No início, o andebol era praticado apenas por moças e as primeiras partidas foram realizadas nos arredores de Berlim. Os campos tinham 40 x 20 m, e eram ao ar livre. Pouco depois, em campos de dimensões maiores, o desporto passou a ser praticado por homens e logo se espalhou por toda a Europa.
Em 1927, foi criada a Federação Internacional de Andebol Amador (FIHA), porém, em 1946, durante o congresso de Copenhaga, os suecos oficializaram o seu handebol de salão para apenas 7 jogadores por equipe, passando a FIHA a denominar-se Federação Internacional de Andebol (FIH), e o jogo de 11 jogadores passou para segundo plano.
Em 1933 foi criada a federação alemã que, três anos depois, introduzia o andebol nos Jogos Olímpicos de Berlim. Em 1954, a FIH contava com 25 nações. No dia 26 de fevereiro de 1940, foi fundada, em São Paulo, a Federação Paulista de Handebol, mas o desporto já era praticado no Brasil desde 1930. Até 1950, a sede da FIH era na Suécia. Transferiu-se no ano seguinte para a Suíça.
A primeira vez que o andebol foi disputado em Jogos Olímpicos foi em 1936, depois foi retirado e voltou em 1972, já na sua nova versão (de 7 jogadores) e em 1976 o andebol feminino também passou a fazer parte dos Jogos Olímpicos.

## Jogos Olímpicos
Ver artigo principal: Handebol nos Jogos Olímpicos
Nos Jogos de 1936 em Berlim, disputou-se uma única vez o handebol de campo, com onze jogadores de cada lado. O desporto voltou a ser olímpico nos Jogos de 1972.

## Táticas defensivas

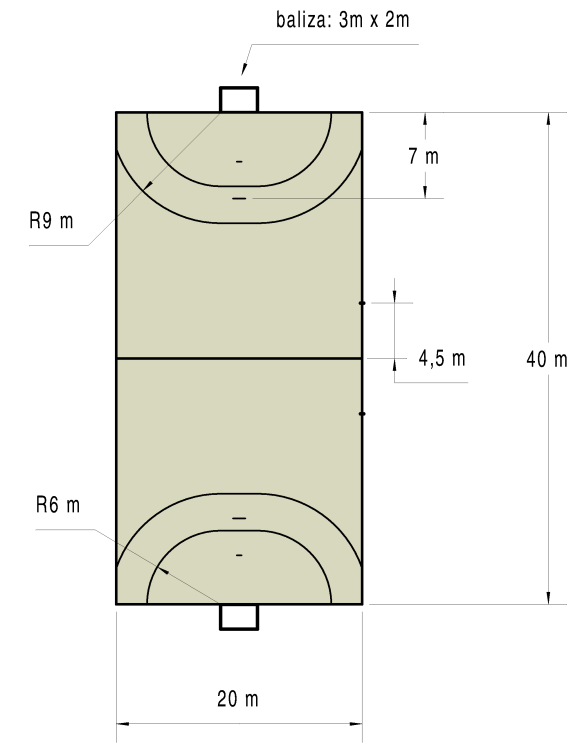
Dimensões de uma quadra de andebol indoor oficial.

Dimensões de um campo de andebol outdoor comparado a um de futebol.

No andebol, são usados sistemas defensivos como o 3x2x1, 5x1, 6x0, 4x2, 3x3 e 1x5. O sistema mais utilizado é o 6x0, onde se encontram 6 jogadores defensivos posicionados na linha dos 6 metros. A defesa 5x1 também é bastante utilizada: nela, 5 jogadores se posicionam na linha dos 6 metros e um jogador (bico ou pivô) se posiciona mais à frente que os outros. Não existem categorias e idades exatas para se utilizar cada tipo de defesa, isso depende da postura tática do defensor e, principalmente, da postura da equipe adversária. Além disso, nos jogos entre equipes de alto nível técnico, é comum a variação de formações de defesa durante o jogo, com o objetivo de confundir o ataque adversário.
Sistema defensivo 6x0
Este sistema de defesa é a base de todos os demais. Os seis jogadores são distribuídos em torno da linha dos seis metros, sendo que cada defensor é responsável por uma determinada área na zona de defesa.
Sistema defensivo 5x1
O sistema de defesa por zona 5 X 1 é uma variação do 6 X 0. Cinco jogadores ocupam a zona dos seis metros e um é destacado para colocar-se na linha dos nove metros, fazendo marcação individual, geralmente no jogador que mais se destaca no ataque adversário.
Sistema defensivo 4x2
Esse sistema é utilizado contra equipes com dois especialistas de arremessos de meia-distância, cujos jogadores de seis metros são de pouca técnica. Quatro jogadores (defensores laterais e centrais) ocupam a zona dos seis metros e dois jogadores (defesas avançadas) colocam-se na zona dos nove metros.
Sistema defensivo 3x2x1
Para diferenciar dos outros sistemas defensivos por zona, esta defesa tem três linhas defensivas. O defensor lateral direito, esquerdo e central formam a primeira linha defensiva junto à área dos seis metros. O defensor lateral direito e esquerdo formam a segunda linha de defesa, que se situa a cerca de dois passos à frente da linha de seis metros. O defensor avançado forma a terceira linha defensiva, na linha dos nove metros.
Sistema defensivo 4x2
São quatro jogadores na primeira linha e dois fazendo marcação individual.
O sistema defensivo mais utilizado pelas equipas é o 6x0. Neste tipo de esquema, o melhor posicionamento para o ataque é o no qual 5 jogadores formam uma linha de passe em frente à linha de defesa. Os jogadores 1, 2, 3 ficam a passar a bola de um lado para o outro enquanto o pivô (4) tenta abrir um espaço (com muito cuidado para não cometer falta de ataque) para que os armadores ou o central penetre na defesa e arremesse cara a cara com o goleiro. O pivô deve manter também um posicionamento de modo que possa receber a bola, girar e arremessar. Neste sistema, deve-se também haver um grande entrosamento entre o ponta (1) e o armador (2), pois as melhores oportunidades de gols podem surgir de jogadas realizadas pelos dois atletas. Tendo que se preocupar com os dois, a defesa fica mais vulnerável no meio. O sistema 6x0 dificulta a penetração na defesa: por isso, arremessos de fora (sem penetrar na defesa) são comuns nesse tipo de defesa. Aconselham-se, então, armadores altos e com arremesso forte. O central deve ser um jogador habilidoso e criativo.
Marcação Individual
Em situações extremas do jogo, como por exemplo nos minutos finais quando se está perdendo com pequena diferença de gols, é comum que a equipe parta para uma marcação onde cada jogador fica responsável por marcar um adversário, tentando tomar a bola o mais rápido possível. Este procedimento defensivo é dificultado pelas dimensões da quadra e, na maioria das vezes, pelo cansaço decorrente do tempo de jogo, mas não deixa de ser útil.
Atacando com 2 pivôs
Atacar com dois pivôs é arriscado: por isso, recomenda-se essa tática apenas para equipas com um bom nível de conhecimento do andebol, e esses esquemas devem ser utilizados apenas em ocasiões especiais, geralmente contra equipas inexperientes. As possibilidades de se criar jogadas na linha de passe tornam-se mais difíceis mas a defesa adversária fica mais presa. Um dos recursos utilizados para atrapalhar esse esquema é sistema defensivo 5x1, mas, isso deixa a defesa mais vulnerável. Porém as possibilidades de intervir na linha de passe e surgir um contra-ataque fatal são muito grandes. O segundo pivô também limita a atuação do jogador adiantado, podendo ser uma boa opção de passe. Desta maneira, o esquema pode também quebrar defesas 5x1 (também se deve ser realizado por equipas experientes). No sistema defensivo 6x0, podem se utilizar dois pivôs, apenas quando as jogadas não estão surgindo na linha de passe e quando exista uma certa dificuldade na penetração. Como se pode ver, o ataque com 2 pivôs é muito complexo: por isso, não é muito recomendável, principalmente para equipas inexperientes. Exige-se muito treino, atenção e habilidade dos jogadores, mas é uma boa opção em situações em que a equipa não possua um bom desempenho com apenas 1 pivô ou com dificuldades de arremessos de fora (jogadas de suspensão ou por cima da defesa são interceptadas pela defesa adversária).
Existem várias maneiras de posicionar-se no ataque, dependerá sempre do andamento da partida. As táticas apresentadas acima são as mais utilizadas e comuns no andebol actual. Como existem adversários e sistemas defensivos diferentes, a figura do treinador é importantíssima nesse momento.

## Regras

### A bola

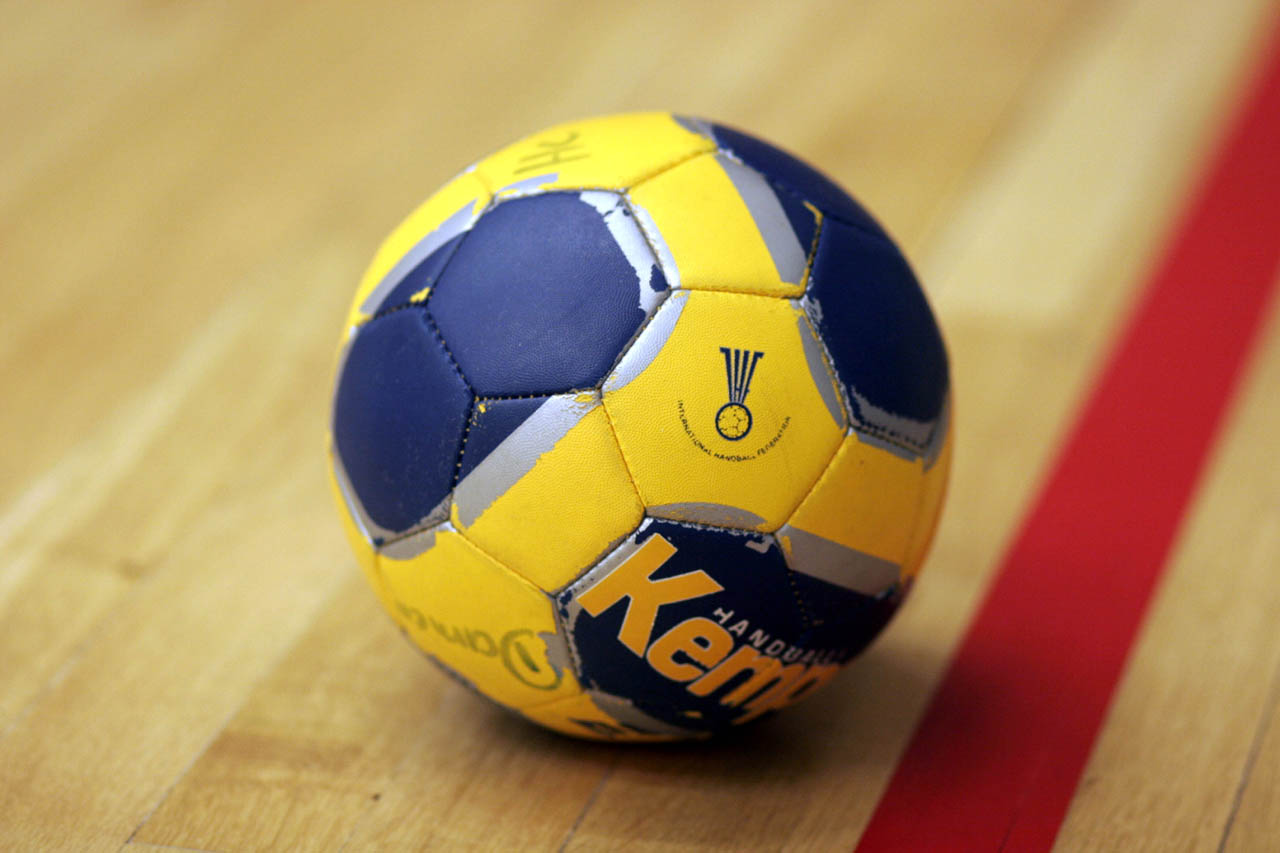
Bola tamanho 3, utilizada no handebol masculino.

A bola terá que ser de couro ou de material sintético. Usa-se, também, bola de borracha com área pesada para efectuar-se os treinos de lançamento, para ganhar força nos músculos e ter um melhor manuseio.

### Manejo de bola
É permitido: lançar, parar e pegar a bola, não importa de que maneira, com a ajuda das mãos, braços, cabeça, tronco, coxa e joelhos (menos os pés). Segurar a bola durante o máximo de 3 segundos mesmo se ela está no chão. Fazer o máximo de 3 passos com a bola na mão. Conduzir ou manejar a bola com os pés não é permitido e nem chutar. Quando não se está a driblar, pode-se dar 2 passos, ou seja, 3 apoios com a bola na mão. Após isso, se tem de realizar uma acção pessoal, seja passar a bola, rematar ou driblar (caso não o tenha feito previamente e parado). Quando não se está a driblar, não se tem limite: se quiser, pode ir de uma ponta a outra da quadra, desde que não pise as áreas de 6 metros.

### Comportamento com o adversário
Utilizar os braços ou as mãos para se apoderar da bola. É permitido tirar a bola da mão do adversário, com a mão aberta, não importa de que lado e bloquear o caminho do adversário com o corpo. É proibido arrancar a bola do adversário com uma ou com duas mãos, assim como bater com o punho na bola que o mesmo tem nas mãos.

### Área do gol
Somente o guarda-redes pode permanecer na área de gol. O adversário que entra nesta área é punido com a passagem da posse de bola para o outro time. Se alguém invadir a área do golo antes de ter lançado a bola, estará sujeito a uma punição, e se o golo for feito, será anulado.

### Lançamento da lateral
O lançamento da lateral é ordenado, desde que a bola tenha transposto completamente a linha lateral. E tem que ser cobrado com um pé sobre a linha lateral da quadra e outro fora. Pode-se passar ou até mesmo marcar golo.

### Tiro de meta
O tiro de meta é ordenado nos seguintes casos: quando antes de ultrapassar a linha de fundo, a bola tenha sido tocada, em último lugar, por um jogador da equipe atacante ou pelo goleiro da equipe defensora, estando este dentro de sua área de gol.

### Canto
O canto é ordenado desde que a bola tocada pela equipe defensora ultrapasse a linha de fundo. O lance é executado no ponto de interseção da linha de fundo e a linha lateral.

### Tiro livre
É ordenado tiro livre nos seguintes casos: entrada ou saída irregular de um jogador; lance de saída irregular; manejo irregular da bola; comportamento incorreto com o adversário; execução ou conduta irregular no lance livre e no lance de sete metros; e conduta antidesportiva.

### Tiro de 7 metros
Esse lance é ordenado quando um jogador sofre uma falta numa situação clara de gol. Ou seja, quando um jogador está livre para fazer um gol e é impedido através de uma "falta" pelo goleiro ou qualquer outro adversário. É cobrado da linha de 7 metros.

### Bola ao ar
A bola ao ar é marcada quando, mantida a bola dentro da quadra e fora das áreas do goleiro, ocorrer: falta simultânea de jogadores das duas equipes; interrupção do jogo por qualquer razão, sem infração às regras.

### Os árbitros
O jogo é dirigido por dois árbitros assistidos por um secretário e um cronometrista.

### Dimensões do campo
O campo é um retângulo de 40m x 20m, tendo em cada uma das extremidades do comprimento, uma área de 6 metros de comprimento reservada para os guarda-redes.
As balizas devem medir 3m x 2m (comprimento x altura) e os postes devem ter 8 cm de espessura.

## Competições
Existem competições de andebol a nível nacional e internacional. A competição mais importante é o Campeonato Mundial de Handebol, organizado a cada 2 anos nas modalidades masculina e feminina. O esporte está presente nos Jogos Olímpicos, sua primeira participação foi em 1936 na modalidade de grama, tendo voltado a partir da Olimpíada de 1972 na modalidade de quadra.

## Andebol de praia
As regras do andebol de praia são em grande parte semelhantes às do andebol praticado em pavilhões, mas há, obviamente outras condições. O jogo é dividido em duas partes de 10 minutos cada uma, havendo um intervalo de 5 minutos entre estas. Apesar de se considerar um jogo a junção das duas partes, o resultado é contabilizado individualmente, isto é, no final da primeira parte, ao vencedor é atribuído um ponto. Caso haja uma equipa que consiga os dois pontos, é declarada vencedora, caso contrário, a decisão é tomada com base nos livres de 6 metros.
O guarda-redes pode jogar como jogador de campo, estando sujeito às mesmas regras que qualquer outro jogador. Dentro da sua área pode jogar com qualquer parte do corpo, fora, tal como os restantes jogadores, só dos joelhos para cima. Golo marcado pelo guarda-redes vale dois pontos.

## Destros e canhotos
No andebol, ao contrário do futebol, um jogador destro prefere jogar pela esquerda, e um jogador canhoto prefere atuar pela direita. Esta preferência deve-se ao facto de o braço de arremesso ficar no lado de dentro da baliza, e por isso com maior ângulo para o remate à baliza.

## Cola
Os atletas comumente aplicam uma resina especial (popularmente chamada de "cola") na superfície da bola e nas mãos para aumentar a aderência da bola. Isso confere maior precisão nos arremessos, mesmo na presença de adversidades como poeira excessiva ou um grande volume de suor nas mãos dos jogadores. Além disso, a cola facilita a receptação da bola (em especial quando ela está em alta velocidade) e permite o uso de arremessos com efeito, como a "rosca".

## Benefícios e riscos
A prática do handebol melhora a capacidade cardiorrespiratória, desenvolve os músculos, trabalha a coordenação motora, desenvolve a sociabilidade, traz benefícios para o bem-estar psíquico e exercita a agilidade e a objetividade da mente. Existe, porém, o risco de lesões graves devido aos impactos e movimentos repetitivos do esporte. 